# Asiaheterospilus eugenii
Asiaheterospilus eugenii  (лат.) — вид паразитических наездников рода Asiaheterospilus из семейства Braconidae. Юго-Восточная Азия: Вьетнам (Ha Giang, Vi Xuyen, Tay Con Linh). Длина самки 6,1 мм (переднее крыло - 4,7 мм). Тело чёрное. Усики, ноги и щупики светлее. Усики 35-члениковые. Вид был впервые описан в 2015 году вьетнамским энтомологом Khuat Dang Long (Institute for Ecology and Biological Resources, Vietnam Academy of Science and Technology, Ханой, Вьетнам) и российским гименоптерологом С. А. Белокобыльским (ЗИН РАН, Санкт-Петербург, Россия). Видовое название дано в честь крупного российского энтомолога профессора Евгения Семеновича Сугоняева (1931—2014). Вид сходен с Halycaea sonata Belokobylskij.